# 康城和約
康城和約是威廉二世與長兄諾曼第公爵短襪羅伯特於1091年在法國康城簽署。該條約在未發生任何軍事交戰前訂立。根據和約中的條款，威廉二世與羅貝爾同意中止敵對。結果英格蘭保留了她在諾曼第的數處領土，如厄镇、欧马勒及瑟堡，亦同時接收了費康修道院及古尔奈的領地。康城議會最終在1091年8月宣佈所有紛爭經已結束。

## 參看條目
- 13世紀以前條約列表